# Bolonka Zwetna
Der Bolonka Zwetna ist eine nicht von der FCI anerkannte Hunderasse vom Typ Bichon, die aus Russland stammt. Sie wird von der Russischen Kynologischen Vereinigung RKF (Российская Кинологическая Фөдерация) anerkannt, die Russland in der FCI vertritt, und von dieser in FCI-Gruppe 9 eingeordnet. Seit Februar 2011 ist die Rasse auch in Deutschland vom VDH anerkannt. Die deutschen Züchter des Bolonka Zwetna sind im Verband deutscher Kleinhundezüchter organisiert.

## Geschichte
Vor mehr als hundert Jahren wurde die Rasse ausschließlich in Russland und in den Ländern der späteren Sowjetunion gehalten. Die Rasse heißt auf Russisch Цветная болонка (Zwetnaja Bolonka), was „buntes Schoßhündchen“ (Bolonka = Schoßhündchen und zwetnaja = bunt) bedeutet.
Ab Mitte der 1980er-Jahre war die Rasse in der DDR populär. International erlangten weder der Bolonka Zwetna noch der Bolonka Franzuska die Anerkennung. Der Bolonka Zwetna ist unter dem Namen Русская Цветная Болонка (Russischer Bolonka Zwetna) von der RKF anerkannt.
Aus einer Farbvariante des Bolonka Franzuska wurde in der Sowjetunion eine eigene Rasse entwickelt. Während der Bolonka Franzuska weiß ist, gibt es die Bolonka Zwetna in vielen Farben und Farbkombinationen außer weiß.

## Rassebeschreibung
Bolonka Zwetnas sind etwas länger als hoch gebaute Hunde mit einer Schulterhöhe bis zu 26 cm bei einem durchschnittlichen Gewicht von 3 bis 4 kg. Das Fell des Bolonka Zwetna ist lang, dicht und seidig glänzend mit gut entwickelter Unterwolle. Das Haar ist am ganzen Körper gleich lang, große Locken oder Wellen bildend. Große Locken sind bevorzugt. Jede Farbe ist erlaubt, außer Weiß und gescheckt. Kleine weiße Abzeichen auf Brust und Zehen werden toleriert. Die Ohren sind am mittelgroßen Kopf hoch angesetzt und auf dem Knorpel hängend. Die Augen sind mittelgroß, dunkel und rundlich, bei leberfarbenen Tieren sind hellere Augen zulässig. Die vollständig behaarte Rute ist mittellang, hoch angesetzt, im Bogen über dem Rücken getragen oder auf dem Rücken liegend. Die Rutenspitze berührt den Körper. Eine Besonderheit des Bolonka Zwetna oder des Bolonka Franzuska ist, dass die Rasse wenig bis nicht haart. Die daraus gefolgerte bessere Eignung für Allergiker („hypoallergener Hund“) konnte jedoch bisher bei keiner untersuchten Rasse bestätigt werden.

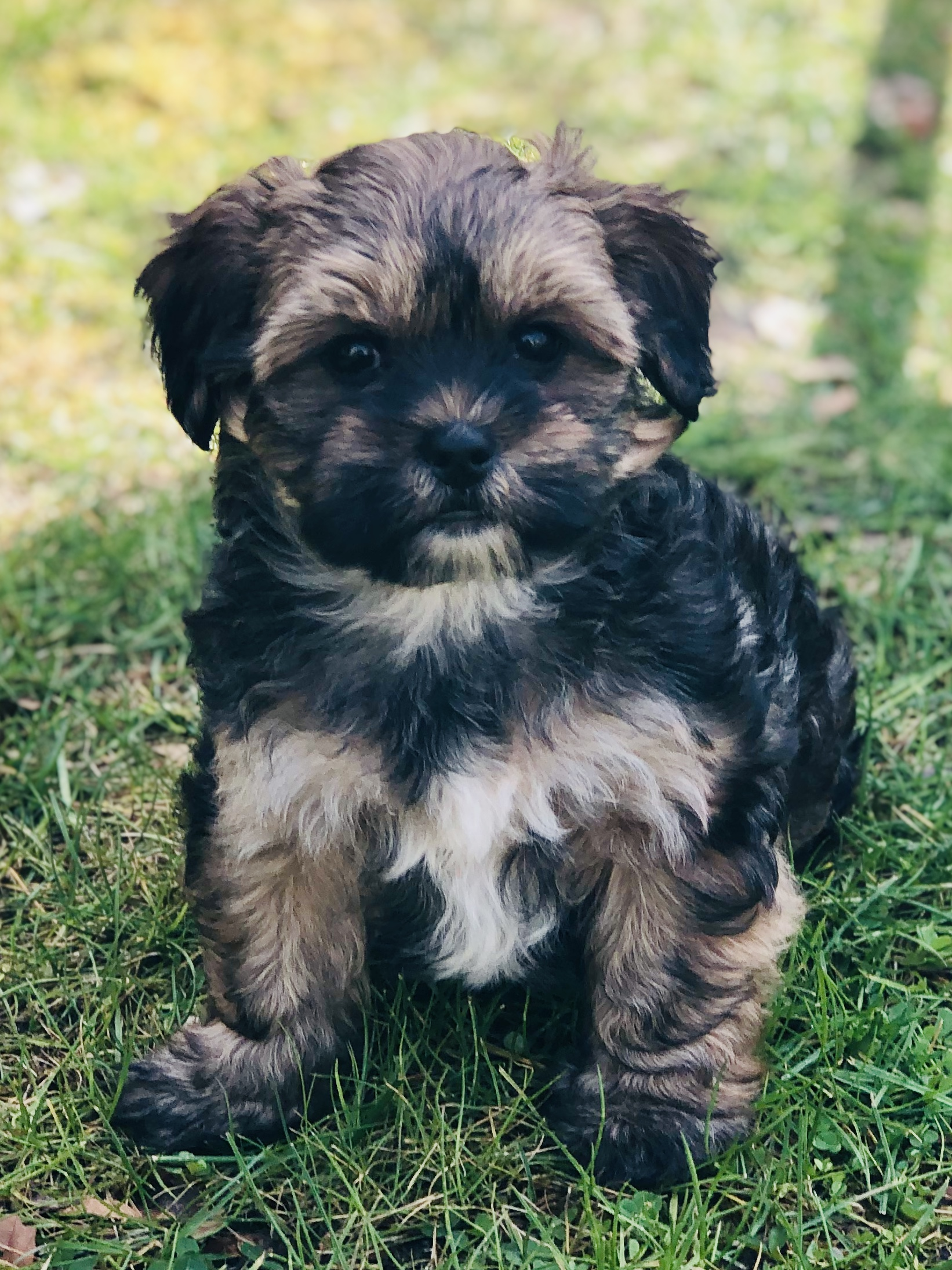
Bolonka Zwetna Welpe, 9 Wochen alt